# Kawasaki Shōzō

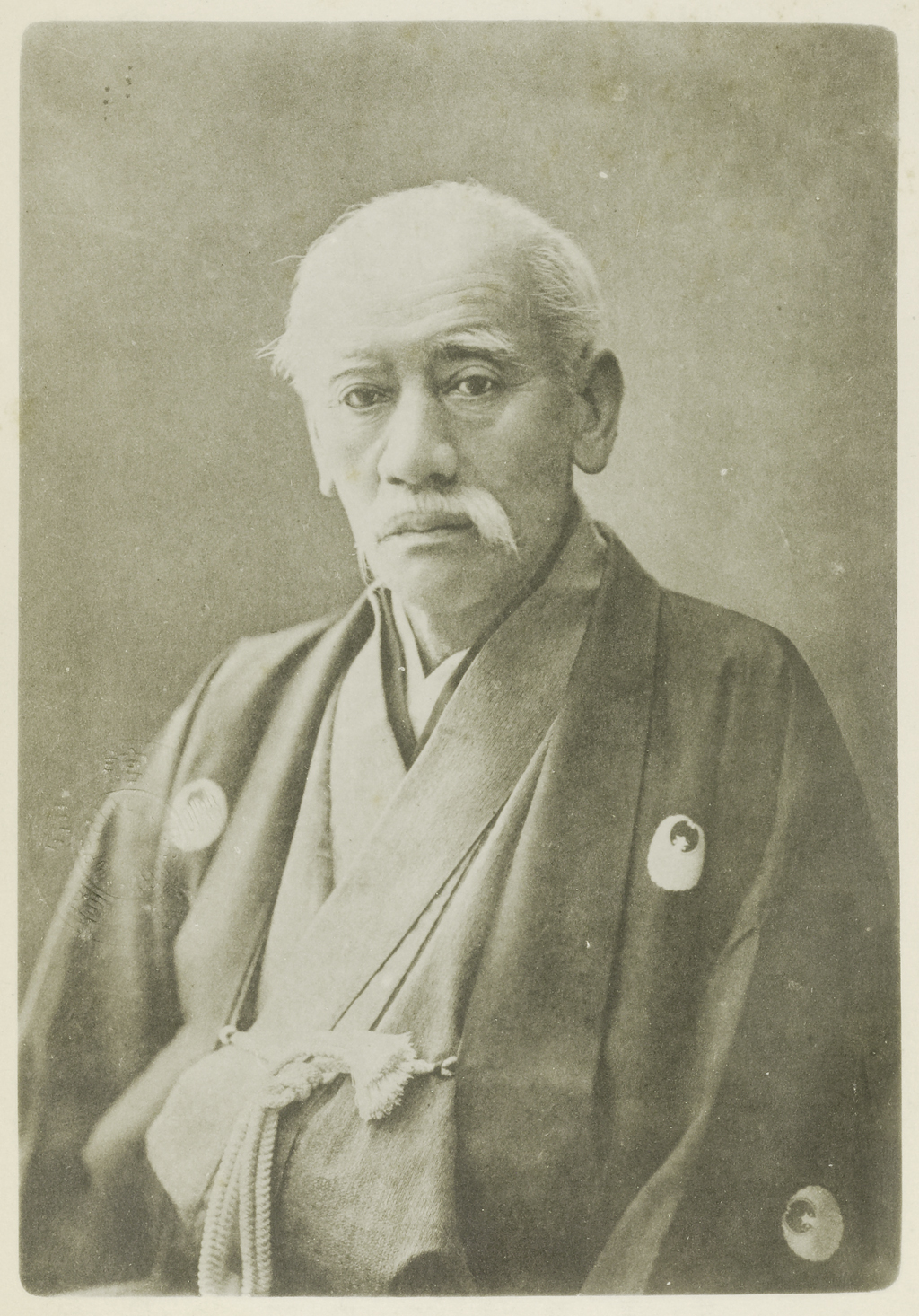
Kawasaki Shozo

Baron (Danshaku) Kawasaki Shōzō (jap. 川崎 正蔵; * 10. August 1837 (traditionell Tempō 7/7/10) in der Provinz Satsuma (heute: Präfektur Kagoshima); † 2. Dezember 1912) war ein japanischer Industrieller und Schiffbauer. Er ist der Gründer von Kawasaki Jūkōgyō (engl. Kawasaki Heavy Industries).

## Leben
Kawasaki Shōzō wurde in Kagoshima als Sohn eines Kimono-Händlers geboren und wurde im Alter von 17 Jahren Geschäftsmann in Nagasaki, dem einzigen Ort in Japan, der dem Westen geöffnet war. Er begann mit einem Schiffstransportunternehmen in Ōsaka im Alter von 27, das zugrunde ging, als sein Frachtschiff in einem Sturm unterging. 1869 nahm er an einer Gesellschaft teil, die mit Zucker von den Ryūkyū-Inseln handelte, gegründet von einem Samurai aus der Präfektur Kagoshima, und das 1893 auf Verlangen des japanischen Finanzministeriums Routen für den Ryukyu-Zucker und Schifffahrtslinien nach Ryukyu erforschte. 1894 wurde er zum geschäftsführenden Vizepräsident der Japan Mail Steam-Powered Shipping Company (Japanische Dampfschiff-Post-Transport-Gesellschaft) ernannt (Nippon Yūsen) und hatte Erfolg dabei, eine Seelinie zu den Ryukyus zu eröffnen und Zucker zum japanischen Hauptland zu transportieren.
Nachdem Kawasaki viele Seeunfälle miterlebt hatte, vertraute er mehr den westlichen Schiffen, weil sie geräumiger waren, stabil und schneller als typische japanische Schiffe. Gleichzeitig war er sehr interessiert an der modernen Schiffbauindustrie.
Im April 1878 gründete er, unterstützt von Matsukata Masayoshi, dem Vize-Finanzminister, der aus derselben Provinz war wie Kawasaki, die Kawasaki-Tsukiji-Schiffswerft auf gepachtetem Land der Regierung am Sumidagawa in Tsukiji Minami-Iizaka-cho, gegenwärtig Tsukiji 7-chome, Chuo, Tokyo. Das war ein großer Schritt vorwärts als Schiffbauer. 1881 gründete er die Kawasaki-Hyogo-Schiffswerft in der Präfektur Hyōgo.
Für den ersten Reichstag 1890 wurde Kawasaki als Vertreter der höchsten Steuerzahler der Präfektur Hyōgo in das Herrenhaus gewählt.
Das Unternehmen Kawasaki Jūkōgyō führt seine Ursprünge demzufolge bis 1878 zurück. 18 Jahre später wurde sie 1896 umfirmiert in die Kawasaki-Schiffswerft-Gesellschaft.
In manchen Quellen wird angegeben, dass Kawasaki im Jahr 1901 (oder 1911) die erste japanische Lokomotive gebaut haben soll. Dafür fehlen aber die genauen Nachweise. Möglicherweise handelte es sich um einen Nachbau eines europäischen Modells.